# Glaucone (politico ateniese)
Glaucone, figlio di Eteocle del demo di Etalide (in greco antico: Γλαύκων?, Gláukon; ... – Egitto, 240 a.C.), è stato un politico ateniese, fratello di Cremonide.

## Biografia
Glaucone è menzionato in un'iscrizione come agonoteta e stratego nel 296-295 a.C. sotto il governo di Nicia.
Si segnalò anche come vincitore col carro nei giochi olimpici (confermato da un'epigrafe di Olimpia) e compare in un'iscrizione dell'arcontato di Erasippo. In un'iscrizione Glaucone appare ancora come prosseno dei Rodi. 
Di tendenze antimacedoniche, dopo la sconfitta di Atene ad opera di Antigono II Gonata durante la guerra cremonidea scappò col fratello Cremonide presso Tolomeo II d'Egitto.